# Clef Vallée d'Eure
Clef Vallée d'Eure [kle vale dœʁ] est, depuis le 1er janvier 2016, une commune nouvelle française située dans le département de l'Eure en Normandie.
Elle est constituée par la fusion de Écardenville-sur-Eure, Fontaine-Heudebourg et La Croix-Saint-Leufroy.

## Géographie

### Localisation
Clef Vallée d'Eure est située  à 12 km à vol d'oiseau qu nord-est d'Évreux, 12 km au sud-est de Louviers, 9 km au sud-ouest de Gaillon, 19 km de Vernon et 16 km au nord-ouest de Pacy-sur-Eure.
Le Sentier de grande randonnée de pays GRP de la Vallée d’Eure a été inauguré en 2022. Il relie Pacy-sur-Eure à Louviers en traversant les villages qui bordent les deux versants de la rivière.
Clef Vallée d'Eure est située dans la zone d'emploi d'Évreux et dans le bassin de vie de Gaillon

### Communes limitrophes
Les communes limitrophes sont  Ailly, Autheuil-Authouillet, Cailly-sur-Eure, Heudreville-sur-Eure, Irreville, Reuilly, Saint-Aubin-sur-Gaillon, Saint-Julien-de-la-Liègue et Saint-Vigor.
| Heudreville-sur-Eure      | Ailly              | Saint-Julien-de-la-Liègue |
| Cailly-sur-Eure Irreville | Clef Vallée d'Eure | Saint-Aubin-sur-Gaillon   |
| Dardez, Reuilly           | Saint-Vigor        | Autheuil-Authouillet      |

### Hydrographie
La commune est située dans le bassin Seine-Normandie. Elle est drainée par l'Eure, le ruisseau d'Autheuil, des bras de l'Eure, le cours d'eau 01 de Crève Coeur, l'Eure et divers autres petits cours d'eau,.
L'Eure, un canal, chenal et cours d'eau naturel non navigable d'une longueur de 229 km, prend sa source dans la commune de Longny les Villages et se jette  dans la Seine à Saint-Pierre-lès-Elbeuf, après avoir traversé 91 communes.Les caractéristiques hydrologiques de l'Eure sont données par la station hydrologique située sur la commune de Cailly-sur-Eure. Le débit moyen mensuel est de 17,6 m3/s. Le débit moyen journalier maximum est de 118 m3/s, atteint lors de la crue du 29 mars 2001. Le débit instantané maximal est quant à lui de 119 m3/s, atteint le même jour.

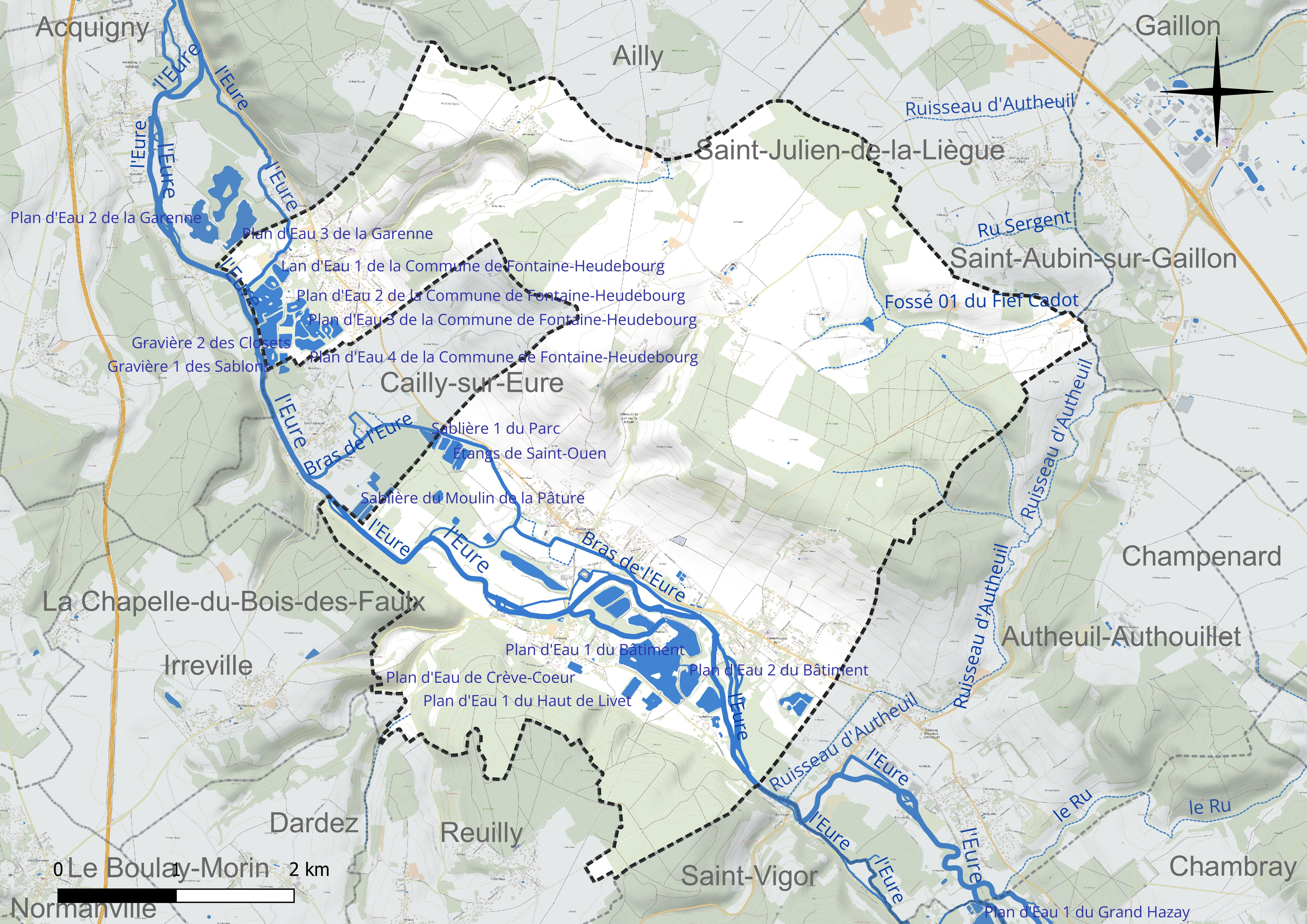
Réseau hydrographique de Clef Vallée d'Eure.

Divers plans d'eau complètent le réseau hydrographique : la gravière 1 des Closets (5,3 ha), la gravière 1 des Sablons (1,2 ha), la gravière 2 des Closets (3,4 ha), la gravière 2 des Sablons, d'une superficie totale de 1 ha (0,5 ha sur la commune), la sablière 1 du Parc, d'une superficie totale de 1,4 ha (0,5 ha sur la commune), la sablière 3 du Parc (1,3 ha), la sablière 4 du Parc (0,6 ha), Lan d'Eau 1 de la commune de Fontaine-Heudebourg (1,3 ha), le plan d'eau 1 de la commune de la Croix-Saint-Leufroy (2,6 ha), le plan d'eau 1 du Bâtiment (19,7 ha), le plan d'eau 1 du Haut de Livet (1,5 ha), le plan d'eau 2 de la commune de Fontaine-Heudebourg (1,2 ha), le plan d'eau 2 de la commune de la Croix-Saint-Leufroy (2,1 ha), le plan d'eau 2 du Bâtiment (3,3 ha), le plan d'eau 2 du Haut de Livet (1,5 ha), le plan d'eau 3 de la commune de Fontaine-Heudebourg (3,4 ha), le plan d'eau 3 de la Commune de la Croix-Saint-Leufroy (1,8 ha), le plan d'eau 4 de la Commune de Fontaine-Heudebourg (1,9 ha), le plan d'eau de Crève-Coeur (0,8 ha), le plan d'eau de la Commune de la Croix-Saint-Leufroy (4,5 ha), le plan d'eau des Bassiers (2,5 ha), le plan d'eau des Buissonnets (2,9 ha) et les étangs de Saint-Ouen (1,9 ha),.

### Climat
Pour des articles plus généraux, voir Climat de la Normandie et Climat de l'Eure.
En 2010, le climat de la commune est de type climat océanique dégradé des plaines du Centre et du Nord, selon une étude du CNRS s'appuyant sur une série de données couvrant la période 1971-2000. En 2020, Météo-France publie une typologie des climats de la France métropolitaine dans laquelle la commune est exposée à un climat océanique et est dans la région climatique Côtes de la Manche orientale, caractérisée par un faible ensoleillement (1 550 h/an) ; forte humidité de l’air (plus de 20 h/jour avec humidité relative > 80 % en hiver), vents forts fréquents. Parallèlement le GIEC normand, un groupe régional d’experts sur le climat, différencie quant à lui, dans une étude de 2020, trois grands types de climats pour la région Normandie, nuancés à une échelle plus fine par les facteurs géographiques locaux. La commune est, selon ce zonage, exposée à un « climat des plateaux abrités », correspondant aux plaines agricoles de l’Eure, avec une pluviométrie beaucoup plus faible que dans la plaine de Caen en raison du double effet d’abri provoqué par les collines du Bocage normand et par celles qui s’étendent sur un axe du Pays d'Auge au Perche.
Pour la période 1971-2000, la température annuelle moyenne est de 11 °C, avec  une amplitude thermique annuelle de 14,4 °C. Le cumul annuel moyen de précipitations est de 700 mm, avec 11,4 jours de précipitations en janvier et 7,7 jours en juillet. Pour la période 1991-2020, la température moyenne annuelle observée sur la station météorologique la plus proche, située sur la commune de Huest à 8 km à vol d'oiseau, est de 11,2 °C et le cumul annuel moyen de précipitations est de 600,6 mm,. Pour l'avenir, les paramètres climatiques de la commune estimés pour 2050 selon différents scénarios d’émission de gaz à effet de serre sont consultables sur un site dédié publié par Météo-France en novembre 2022.

## Urbanisme

### Typologie
Au 1er janvier 2024, Clef Vallée d'Eure est catégorisée bourg rural, selon la nouvelle grille communale de densité à 7 niveaux définie par l'Insee en 2022.
Elle est située hors unité urbaine. Par ailleurs la commune fait partie de l'aire d'attraction d'Évreux, dont elle est une commune de la couronne,. Cette aire, qui regroupe 108 communes, est catégorisée dans les aires de 50 000 à moins de 200 000 habitants,.

### Habitat
| Logements                                        | Nombre en 2009 | % en 2009 | nombre en 2014 | % en 2014 | nombre en 2020 | % en 2020 |
| ------------------------------------------------ | -------------- | --------- | -------------- | --------- | -------------- | --------- |
| Total                                            | 1 063          | 100 %     | 1 128          | 100 %     | 1 172          | 100 %     |
| Résidences principales                           | 922            | 86,7 %    | 983            | 87,1 %    | 1 024          | 87,4 %    |
| → Dont HLM                                       | 34             | 3,7 %     | 46             | 4,7 %     | 36             | 3,5 %     |
| Résidences secondaires et logements occasionnels | 92             | 8,6 %     | 101            | 8,9 %     | 86             | 7,3 %     |
| Logements vacants                                | 49             | 4,6 %     | 45             | 3,9 %     | 62             | 5,3 %     |
| Dont :                                           |                |           |                |           |                |           |
| → maisons                                        | 1 014          | 95,4 %    | 1 084          | 96,1 %    | 1 113          | 95 %      |
| → appartements                                   | 40             | 3,8 %     | 43             | 3,8 %     | 55             | 4,7 %     |

### Projets d'aménagement
Un lotissement de cinquante maisons à Écardenville-sur-Eure devrait être commercialisé en 2023/2024 pour une livraison escomptée fin 2024/2025.

### Voies de communication et transports
La commune, desservie par l'ancienne route nationale 836 (actuelle RD 836) qui la relie à Louviers et Pacy-sur-Eure, est aisément accessible depuis l'autoroute A13.

## Toponymie
« Clef Vallée d'Eure » est un néo-toponyme. Le nom « Clef » vient des initiales des communes déléguées,.
L'Eure a donné son hydronyme à la nouvelle commune.

## Histoire
Plusieurs communes émettent le souhait de se rassembler dans une commune nouvelle. Ce projet de création d'une commune nouvelle est approuvé par les conseils municipaux des trois communes Écardenville-sur-Eure, Fontaine-Heudebourg et La Croix-Saint-Leufroy au début de l'été 2015 et est destiné à d'éviter la baisse des dotations de l'État jusqu'en 2017  et permettre la réalisation d'améliorations du cadre de vie et de l’environnement en faveur des habitants et de l’économie locale et d' envisager des projets structurants à l’échelle du nouveau territoire. Les conseils municipaux des trois communes se réunissent à nouveau après des réunions pubnliques pour demander formellement les 12 et 13 novembre 2015 la fusion.
L'arrêté préfectoral du 4 décembre 2015 a créé la nouvelle commune à compter du 1er janvier 2016 et transforme Écardenville-sur-Eure, Fontaine-Heudebourg et La Croix-Saint-Leufroy en communes déléguées.

## Politique et administration

### Rattachements administratifs et électoraux
La commune nouvelle se trouve depuis sa création dans l'arrondissement des Andelys du département de l'Eure.
Pour les élections départementales, elle fait partie depuis 2014 du canton de Gaillon.
Pour l'élection des députés, elle fait partie de la quatrième circonscription de l'Eure.

### Intercommunalité
Clef Vallée d'Eure était membre à sa création de la communauté de communes Eure-Madrie-Seine — comme l'étaient les anciennes communes — un établissement public de coopération intercommunale (EPCI) à fiscalité propre et auquel la commune avait transféré un certain nombre de ses compétences, dans les conditions déterminées par le code général des collectivités territoriales.
Dans le cadre des dispositions de la loi portant nouvelle organisation territoriale de la République du 7 août 2015, qui prévoit que les établissements publics de coopération intercommunale (EPCI) à fiscalité propre doivent avoir un minimum de 15 000 habitants, cette intercommunalité a intégré la communauté d'agglomération Seine-Eure (CASE)  le 1er septembre 2019, dont est désormais membre la commune.

### Liste des maires
| Période         | Période                         | Identité           | Étiquette | Qualité |
| --------------- | ------------------------------- | ------------------ | --------- | --- |
| 21 janvier 2016 | novembre 2023                   | Christophe Chambon | DVD       | Professeur agrégé Maire de La Croix-Saint-Leufroy (2014 → 2015) Conseiller départemental de Gaillon (2021 → ) Mandat écourté par la démission d'une partie du conseil municipal |
| novembre 2023,  | En cours (au 1er décembre 2023) | Ollivier Lepinteur | UDI       | Agent immobilier Conseiller départemental d'Évreux-2 (2015 → 2021) |

## Équipements et services publics
Un marché forain a lieu à La Croix-Saint-Leufroy les mercredis matins.

### Eau et déchets
La commune s'est dotée en 2019 d'une station d'épuration des eaux usées à La Croix-Saint-Leufroy, qui a vocation à desservir également Écardenville-sur-Eure en 2023 et ultérieurement Autheuil-Authouillet.

### Enseignement
Les enfants de Clef Vallée d'Eure sont scolarisés dans des écoles situées dans chacune des communes historiques, dans le cadre d'un regroupement pédagogique intercommunal auquel participe également Cailly-sur-Eure.

### Santé et solidarité
Le relais d'assistantes maternelles (RAM) de la Vallée d’Eure, La Ribambelle, un service de l'intercommunalité, mène son activité sur Autheuil-Authouillet, Clef Vallée d’Eure, Cailly-sur-Eure, Heudreville-sur-Eure et Ailly.

## Population et société

### Démographie
La population des anciennes communes puis de la commune nouvelle est connue par les recensements menés régulièrement par l'Insee. Ces chiffres concernent le territoire de l'actuelle commune nouvelle.
En 2025, la commune nouvelle comptait 2 490 habitants.
| 1968  | 1975  | 1982  | 1990  | 1999  | 2009  | 2014  | 2020  |
| ----- | ----- | ----- | ----- | ----- | ----- | ----- | ----- |
| 1 174 | 1 245 | 1 685 | 1 864 | 2 108 | 2 322 | 2 468 | 2 482 |

### Sports et loisirs
Le club de football de la Croix Vallée d’Eure, créé en 1943, joue en Départemental 2 en 2023 et participe alors au  6e tour de la Coupe de France.
La commune accueille le club de marche les 27 Mille-Pattes, qui a reçu en 2023 son premier trophée national : le Coup de Cœur du public. On note également La Croix Canoë-Kayak, qui s'entraine dans l'Eure depuis les années 1980.
Le club des jeunes Clef Vallée d'Eure anime la commune avec ses 132 adhérents en 2023.

## Culture locale et patrimoine

### Lieux et monuments
- Abbaye de la Croix-Saint-Leufroy

### Personnalités liées à la commune
- Anna Gaylor (1932-2021), actrice française, habitait au hameau de Crévecœur à La Croix-Saint-Leufroy[43]